# محمد نظيف
محمد نظيف ممثل ومخرج مغربي (ولد سنة 1967) له العديد من الأفلام السينمائية و التلفزيونية أبرزها تسقط الخيل تباعا، رحيمو والغرفة السوداء وباب المدينة والأندلس مونامور.

## أعماله

### أفلام
- تسقط الخيل تباعا 2002
- الذبابة البيضاء 2003
- الغرفة السوداء 2004
- باب المدينة 2005
- رحيمو  2006
- زوج للكراء 2008
- الأندلس مونامور 2012.[2]
- المسيرة الخضراء (فيلم) 2016
- بلا موطن 2018
- نساء الجناح ج 2019.[2][3]

### مسلسلات
- رحيمو 2007
- بنات لالة منانة ج2 2013

## روابط خارجية
- محمد نظيف على موقع imdb
- محمد نظيف على موقع allocine.fr